# Langues en Lettonie

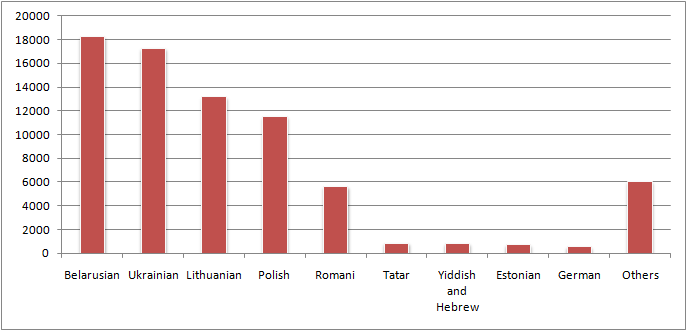
Langues maternelles minoritaires en Lettonie.

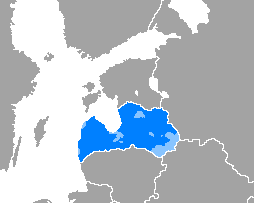
Le letton est majoritaire dans la zone en bleu foncé.

La langue officielle de la Lettonie est le letton qui, pour environ 62 % de la population, est la principale langue parlée à la maison en 2011. Le russe est la principale langue parlée à la maison par environ 37 % des habitants du pays. Le letton est majoritaire dans tout le pays excepté dans les régions de Riga (la capitale) et de Latgale, où le russe est la langue de respectivement 56 % et 60 % de la population.
Le latgalien, un dialecte issu du letton, parlé en Latgale, une des quatre régions de la Lettonie, est quant à lui parlé par 164 510 locuteurs, soit 9 % de la population du pays,.

## Statistiques

### Langues maternelles
| R. |
| -- |
| 1  |
| 2  |
| -  |
|    |

| Langue | %      | #         |
| ------ | ------ | --------- |
| Letton | 61,97  | 1 473 267 |
| Russe  | 36,38  | 865 006   |
| Autres | 1,65   | 39 110    |
| Total  | 100,00 | 2 377 383 |

### Langues parlées
| R. |
| -- |
| 1  |
| 2  |
| -  |
|    |

| Langue | %      | #         |
| ------ | ------ | --------- |
| Letton | 62,07  | 1 164 894 |
| Russe  | 37,23  | 698 757   |
| Autres | 0,70   | 13 161    |
| Total  | 100,00 | 1 876 812 |

## Russe
- 100,0 % — 90,0 %
- 89,9 % — 80,0 %
- 79,9 % — 70,0 %
- 69,9 % — 60,0 %
- 59,9 % — 50,0 %

Référendum de 2012 sur la langue russe
Pour
100,0 % — 90,0 %
89,9 % — 80,0 %
79,9 % — 70,0 %
69,9 % — 60,0 %
59,9 % — 50,0 %
Contre
50,0 % — 59,9 %
60,0 % — 69,9 %
70,0 % — 79,9 %
80,0 % — 89,9 %
90,0 % — 100,0 %

En 2012, un référendum a proposé plusieurs amendements à la constitution de la Lettonie pour faire du russe la deuxième langue officielle du pays, mais il a été refusé à 74,8 %,.
En 2019, une loi fait du letton la langue obligatoire dans l'éducation, alors qu'environ un quart des élèves sont dans des écoles russophones. Cette loi est validée par la cour constitutionnelle le 12 juillet 2024 et doit être mise en place en 2025.

## Français
En septembre 2006, la Saeima a approuvé le projet de loi visant à faire adhérer le pays à l'Organisation internationale de la francophonie. Seul 1 % de la population (19 000 personnes) maîtrise déjà le français, mais les personnes haut placées (dont l'ancienne présidente, longtemps professeur à l'université de Montréal au Canada, Vaira Vīķe-Freiberga) l'utilisent fréquemment, et une évolution grâce à l'enseignement restait donc prévue ; prévision qui se révéla avérée par les faits : entre 2010 et 2014, la Lettonie affiche une progression du nombre d'élèves et étudiants apprenant le français de + 11 %. La Lettonie est donc devenue observateur de l'organisme en 2008 lors du sommet qui se tint à Québec (Canada).